# Speakers Corner Records
Speakers Corner Records is een Duits platenlabel, dat eerder uitgekomen platen opnieuw op langspeelplaat uitbrengt. Het gaat hier om klassieke muziek, popmuziek, jazz en blues. Er zijn meer dan 300 titels uitgebracht.
Op het gebied van de klassieke muziek kwam het met oude opnamen van vooral Philips, Tacet, Deutsche Grammophon en Mercury. De jazz-lp's komen uit de catalogi van Verve Records, Columbia, Clef Records, Decca, Impulse! Records, Mercury, RCA, A&M Records en Norgran Records. Zonder uitzondering zijn de heruitgaven belangrijke albums uit de geschiedenis van de jazz: van "Ella and Louis Again" (Ella Fitzgerald en Louis Armstrong) en "The Soul of Ben Webster" tot en met "A Love Supreme" van John Coltrane. Op het gebied van de popmuziek waren er uitgaven variërend van Elvis Presley (zoals "For Fans Only en "Elvis is Back" tot Lou Reeds "Transformer". Ook blues- (Muddy Waters, Chuck Berry) en soulplaten van Motown ontbreken niet (zoals Diana Ross, en Stevie Wonders "Songs in the Key of Life").